# Kiley Neushul
Kiley Neushul (Goleta, 5 de março de 1993) é uma jogadora de polo aquático estadunidense, campeã olímpica.

## Carreira
Neushul fez parte da equipe campeã olímpica pelos Estados Unidos nos Jogos do Rio de Janeiro, em 2016.